# Hombre superfluo

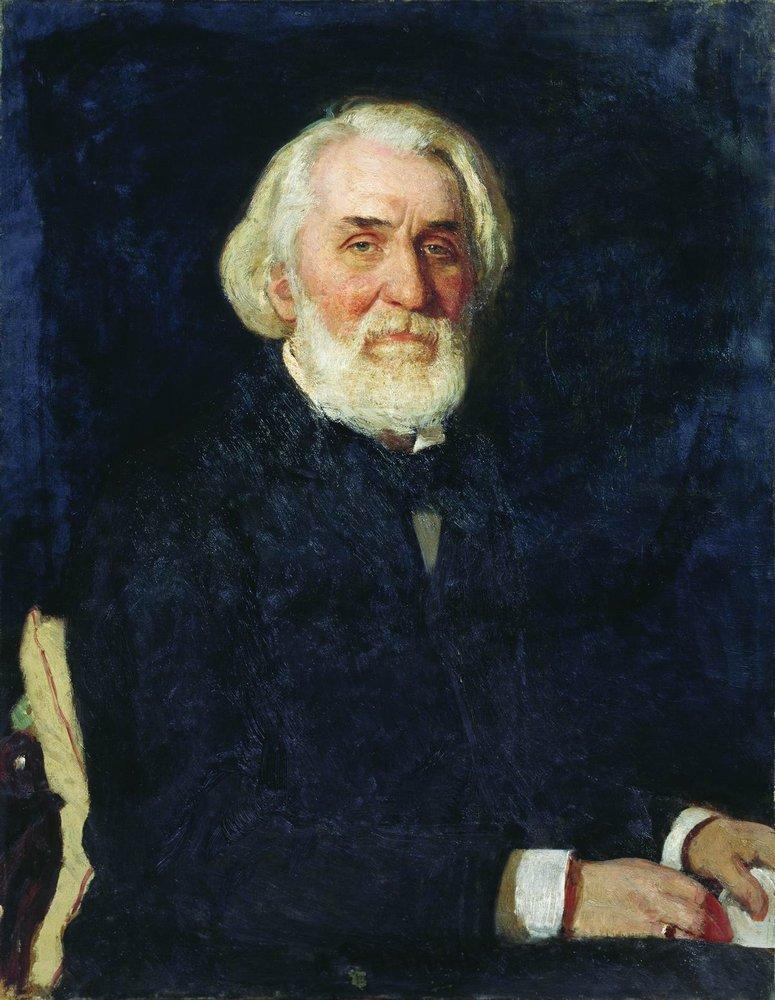
Retrato de Turguénev, obra de Iliá Repin (1879).

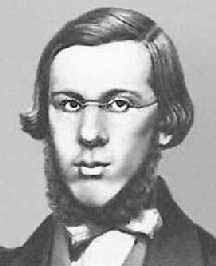
Nikolái Dobroliúbov.

El hombre superfluo (del ruso: «лишний человек», lishni chelovek) es un  personaje tipo de la literatura rusa del siglo XIX. Su presencia en poemas, novelas y obras teatrales rusas es suficientemente recurrente para ser considerado un arquetipo nacional. 
El hombre superfluo es habitualmente un aristócrata, inteligente, sensible y también idealista, pero lo que lo define es su nihilismo. Al ser melancólico y dubitativo como Hamlet acaba siendo incapaz de ocuparse de cualquier acción efectiva. Aunque el personaje es consciente de la estupidez y la injusticia de la sociedad que lo rodea, se considera incapaz de cambiar las cosas y acabará siendo un simple espectador.

## Eugenio Oneguin
Aleksandr Pushkin fue el primero que  introdujo este personaje tipo en Eugenio Oneguin (1833). En este largo poema (o novela en verso) se relata la historia de un héroe byroniano, romántico, rico y soñador, que está aburrido de su vida. Se complica en un duelo absurdo en el cual mata a su mejor amigo (Lensky) y rechaza a la mujer que ama (Tatiana) que aparecerá posteriormente casada con un general.

## Diario de un hombre superfluo
El término hombre superfluo se popularizó tras la publicación del libro de Iván Turguénev Diario de un hombre superfluo (1850), donde el protagonista se autocalifica de esta manera. La mayoría de los héroes de Iván Turguénev están dentro de esta categoría, como Rudin (1856), Bazárov en Padres e hijos y Sanin en Aguas de primavera (1871).

## El hombre superfluo en la literatura rusa
El ejemplo más extremo del  hombre superfluo es el protagonista de Oblómov (1859) de Iván Goncharov. Oblómov es un aristócrata joven y generoso que vive de las rentas de unas tierras que nunca visita y que pasa su vida confinado en su habitación, tumbado en su diván, pensando sobre lo que “podría” hacer cuando se levante.
A lo largo los siglos XIX y XX, los hombres superfluos continuaron dominando las novelas rusas y las obras dramáticas. Se basan en este personaje tipo algunos de los más atractivos caracteres de la literatura rusa como Pierre Bezújov (en Guerra y Paz de León Tolstói 1865-69), el príncipe Myshkin o el joven Ippolit (en El Idiota, de Fiódor Dostoievsky 1868-1869) y numerosos personajes de Antón Chéjov.

## La crítica rusa
El crítico radical Nikolái Dobroliubov consideró al hombre superfluo ruso como una consecuencia de la servidumbre.